# Mexikanische Badmintonmeisterschaft 1996
Die Mexikanische Badmintonmeisterschaft 1996 fand in Mexiko-Stadt statt. Es war die 48. Auflage der nationalen Titelkämpfe von Mexiko im Badminton.	

## Sieger und Finalisten
| Disziplin    | Gold                                | Silber                               |
| ------------ | ----------------------------------- | ------------------------------------ |
| Herreneinzel | Luis Lopezllera                     | Bernardo Monreal                     |
| Dameneinzel  | Ana Laura de la Torre               | Verónica Estrada                     |
| Herrendoppel | Luis Lopezllera Ernesto de la Torre | Bernardo Monreal Ernesto de la Torre |
| Damendoppel  | Ana Laura de la Torre Laura Amaya   | keine Daten                          |
| Mixed        | Bernardo Monreal Laura Amaya        | Lorenzo Ruíz Gabriela Melgoza        |